# Desaparecido (película)
Desaparecido (título original: Missing) es una película de drama y suspenso biográfico de 1982 dirigida por Costa-Gavras y protagonizada por Jack Lemmon, Sissy Spacek, Melanie Mayron y John Shea. El guion de la película, escrito por el director y Donald E. Stewart, está basado en el libro The Execution of Charles Horman: An American Sacrifice de Thomas Hauser, que narra la desaparición del periodista estadounidense tras el golpe de Estado en Chile de 1973 que depuso a presidente socialista Salvador Allende. La trama se desarrolla en gran parte durante los días y semanas posteriores a la desaparición de Horman y examina la relación entre la esposa de Horman, Beth , y su padre , Edmund , y su posterior búsqueda para encontrar a Horman.
Se estrenó en cines el 12 de febrero de 1982 con gran éxito de crítica. Fue parte de la competición oficial del Festival de Cine de Cannes de 1982, donde recibió la Palma de Oro, mientras que Lemmon ganó el premio a la Mejor Interpretación Masculina. Recibió cuatro nominaciones en los Premios Óscar ; Mejor Película , Mejor Actor (para Lemmon), Mejor Actriz (para Spacek) y ganó el premio al Mejor Guion Adaptado. 
La película creó una gran controversia en Chile y fue prohibida durante la dictadura de Augusto Pinochet ; ni Chile ni Pinochet son mencionados por su nombre, aunque sí las ciudades de Viña del Mar y Santiago de Chile.

## Argumento
En Chile, tras el golpe de Estado del general Augusto Pinochet, desaparece de su domicilio Charlie Horman (1942-1973), joven e idealista periodista estadounidense, durante la ausencia de su esposa Beth Horman de casa. Después de enterarse, su padre Ed Horman vuela hacia Chile para ayudarla a buscarlo. Al principio, Ed Horman, un hombre de negocios de Nueva York, mantiene una actitud contraria a las simpatías ideológicas de su hijo y considera que estas han sido la razón de su desaparición, haciendo a ambos jóvenes responsables del problema. Durante la búsqueda tienen que ver los horrores de la dictadura y se dan cuenta de que, por alguna razón, la embajada estadounidense no está dispuesta a ayudar como debería en la desaparición. En el transcurso de la búsqueda, Ed Horman irá cambiando su interpretación política de los hechos hasta poner un pleito al embajador de Estados Unidos y al Secretario de Estado Henry Kissinger.
La historia está basada en un caso real: el del desaparecido Charles Horman (1942-1973).

## Reparto
- Jack Lemmon: Ed Horman, padre de Charles Horman/ Narrador
- Sissy Spacek: Beth Horman, nuera de Ed y esposa de Charles Horman
- Melanie Mayron: Terry Simon, amiga de Charles y Ed Horman
- John Shea: el periodista Charles Horman (1942-1973)
- Charles Cioffi: capitán Ray Tower
- David Clennon: Phil Putnam, cónsul estadounidense en Chile
- Richard Venture: Nathaniel Davis (n. 1925), embajador estadounidense en Chile
- Jerry Hardin: coronel Sean Patrick
- Richard Bradford: Andrew Babcock
- Joe Regalbuto: Frank Teruggi
- Tina Romero : María, amiga de Beth y Charles Horman
- Jaime Garza : Muchacho en el estadio que pide igualdad
- Josefina Echánove : Doctora del hospital
- Jorge Russek : Espinosa
- Alejandro Camacho : Silvio (acreditado como Alex Camacho)
- Felix González : Rojas
- Antonio Medellín : Asistente de Rojas

## Producción
La película se filmó entre el 13 de abril y la semana del 8 de abril de 1981. Fue rodada en México con un presupuesto de $9.5 millones por parte de Universal Studios, convirtiéndola en la producción más costosa del director.También contó con la participación de actores mexicanos reconocidos.

## Banda sonora
La banda sonora fue realizada por el compositor griego Vangelis, El tema de piano ha sido utilizado repetidas veces en comerciales, sin embargo una versión oficial del álbum de la película no ha sido publicada a la fecha. El tema principal apareció primero en el álbum de Vangelis Themes.

## Marco histórico
Chile's coup de etat was close to perfect.
El golpe de Estado en Chile estuvo cercano a lo perfecto

teniente coronel Patrick Ryan,
oficial de la Oficina de Inteligencia Naval de Estados Unidos

La película estuvo prohibida en Chile durante la dictadura de Augusto Pinochet, ya que si bien no se pronuncia el nombre del país, en todo momento se da a entender que está ambientada en los oscuros días que rodearon el golpe de Estado de 1973 dirigido por Pinochet que depuso al presidente socialista constitucional Salvador Allende. Los militares portan el escudo nacional chileno como insignia, el logotipo de la aerolínea LAN Chile aparece brevemente en algunas escenas y la bandera chilena también aparece en la película. Además, la trama transcurre en ciudades chilenas como Santiago y Viña del Mar.
Tanto la película como el libro en el que está basada fueron retirados del mercado tras una demanda en contra de su director y compañía propietaria de Universal. La interpusieron el exembajador de Estados Unidos en Chile Nathaniel Davis y los dos oficiales de la Oficina de Inteligencia Naval Ray Davis y Arthur Cráter, que en la película se da a entender que estuvieron implicados en la ejecución del joven. Perdieron todos los juicios. Además, una demanda contra el propio Hauser fue rechazada por problemas de forma. Por su parte, después de haber ganado el juicio, Universal distribuyó nuevamente la película en 2006.

## Detalles
Esta película fue censurada por la dictadura militar de Pinochet, a pesar de que ni su nombre ni el de Chile son mencionados durante el metraje (aunque ciudades como Viña del Mar o Santiago sí lo son). Además, también se pueden observar carteles publicitarios con el nombre del país .

## Recepción

### Crítica
Roger Ebert le dio tres estrellas a la película, escribiendo que si bien la película fue citada por su valentía en la crítica al gobierno de los EE. UU., la crítica se vio empañada por su dirección, pero las mejores escenas fueron donde los personajes de Lemmon y Spacek se vieron empantanados por las "sutilezas" de la embajada en su búsqueda:
Cuando Missing comienza su crucial última media hora, ha sucedido algo extraño. Nos preocupamos por este estadounidense muerto, su esposa y su padre, casi a pesar de la película. Las actuaciones de Spacek y Lemmon nos llevan a través de las exhibiciones estilísticas indisciplinadas de la película.
Vincent Canby, escribió para el The New York Times, críticas positivas, elogiando el mensaje de la película y la fotografía a cargo del argentino Ricardo Aronovich.

### Premios y candidaturas
| Fecha         | Premio             | Categoría                                    | Receptor(es)                                           | Resultado |
| ------------- | ------------------ | -------------------------------------------- | ------------------------------------------------------ | --------- |
| Mayo de 1982  | Festival de Cannes | Palma de Oro                                 | Costa-Gavras (ex aequo con Yılmaz Güney por El camino) | Ganadora  |
| Mayo de 1982  | Festival de Cannes | Mejor interpretación masculina               | Jack Lemmon                                            | Ganador   |
| Abril de 1983 | Premios Óscar      | Mejor película                               | Edward Lewis y Mildred Lewis, productores              | Candidata |
| Abril de 1983 | Premios Óscar      | Mejor actor                                  | Jack Lemmon                                            | Candidato |
| Abril de 1983 | Premios Óscar      | Mejor actriz                                 | Sissy Spacek                                           | Candidata |
| Abril de 1983 | Premios Óscar      | Mejor guion basado en material de otro medio | Costa-Gavras y Donald Stewart                          | Ganadores |
| 1983          | Premios BAFTA      | Mejor película                               | Edward Lewis y Mildred Lewis, productores              | Candidata |
| 1983          | Premios BAFTA      | Mejor director                               | Costa-Gavras                                           | Candidato |
| 1983          | Premios BAFTA      | Mejor actor                                  | Jack Lemmon                                            | Candidato |
| 1983          | Premios BAFTA      | Mejor actriz                                 | Sissy Spacek                                           | Candidata |
| 1983          | Premios BAFTA      | Mejor guion                                  | Costa-Gavras y Donald Stewart                          | Ganadores |
| 1983          | Premios BAFTA      | Mejor música                                 | Vangelis                                               | Candidato |
| 1983          | Premios BAFTA      | Mejor montaje                                | Françoise Bonnot                                       | Ganadora  |